# Rivière Bédard
Pour les articles homonymes, voir Bédard.
La rivière Bédard est un affluent de la Petite Décharge, coulant dans la région administrative de Saguenay–Lac-Saint-Jean, dans la province de Québec, au Canada. Le cours de la rivière traverse successivement les municipalités régionales de comté (MRC) du Fjord-du-Saguenay et de Lac-Saint-Jean-Est.
La vallée de la rivière Bédard est desservie par la rue Scott Ouest, route 169 (avenue du Pont Sud), par la route 170, le boulevard Maurice-Paradis, le chemin du 6e rang, le chemin du 5e rang, le chemin du 4e rang nord, le chemin du rang Saint-Pierre, le chemin du Petit rang Saint-Pierre.
L’agriculture constitue la principale activité économique dans la zone de la rivière Bédard ; la foresterie, en second.
La surface de la rivière Bédard est habituellement gelée du début de décembre à la fin mars, toutefois la circulation sécuritaire sur la glace se fait généralement de la mi-décembre à la mi-mars.

## Géographie
Les principaux bassins versants voisins de la rivière Bédard sont :
- côté nord : la Petite Décharge, rivière Saguenay ;
- côté est : ruisseau Rouge, rivière Raquette, ruisseau de l’Abattoir, rivière Dorval, rivière Saguenay, rivière aux Sables, rivière Chicoutimi ;
- côté sud : Petite rivière Bédard, ruisseau Grandmont, Belle Rivière, rivière des Aulnaies, lac Vert, rivière Couchepagamiche Est ;
- côté ouest : rivière Raquette, ruisseau de l’Abattoir, lac Saint-Jean.

La rivière Bédard prend sa source au Lac Déry (longueur : 0,6 km ; altitude : 176 m) dans la municipalité de Larouche. Cette source est située à :
- 2,1 km à l’ouest de la baie Cascouia (intégrée au lac Kénogami) ;
- 4,3 km au sud du chemin de fer du Canadien National ;
- 5,1 km au sud de la route 170 ;
- 37,1 km au sud-est de la rivière Saguenay ;
- 4,7 km au sud du centre du village de Larouche ;
- 20,3 km au sud-est de la confluence de la rivière Bédard et de la rivière Saguenay[3].

À partir de sa source (lac Déry), la rivière Bédard coule sur 30,9 km avec une dénivellation de 79 m généralement en zone agricole, parfois forestière, selon les segments suivants :
- 8,0 km vers l’ouest, jusqu’à la Petite rivière Bédard (venant du sud-est) ;
- 1,8 km vers l’ouest, jusqu’au chemin de fer du Canadien National situé au village de Hébertville-Station ;
- 2,6 km vers l’ouest en passant au sud du village de Hébertville-Station, puis vers le nord en coupant la route du 3e rang, jusqu’à la route 169 ;
- 7,0 km vers le nord en coupant le chemin du 4e rang Ouest et le chemin du 5e rang, et longeant plus ou moins la route 169, jusqu’à la confluence de la rivière Raquette (venant de l’est) ;
- 6,5 km vers le nord-ouest en coupant le chemin du 6e rang Ouest, jusqu’à la route du Lac Ouest ;
- 5,0 km vers le nord-ouest en formant quelques petits serpentins et en coupant la rue Scott Ouest en fin de segment, jusqu’à l’embouchure de la rivière[3].

Le cours de la rivière Bédard se déverse sur la rive sud de la rivière Saguenay dans le segment de la Petite Décharge. Cette confluence est située à :
- 3,1 km à l’est de la confluence du lac Saint-Jean et de la rivière Saguenay (soit à l’entrée de la Petite Décharge) ;
- 5,6 km à l’ouest du centre-ville d’Alma ;
- 6,4 km au sud-ouest du barrage de L'Isle-Maligne ;
- 7,1 km au sud-est de l’entrée de la Petite Décharge[3].

À partir de l’embouchure de la rivière Bédard, le courant suit le cours de la rivière Saguenay sur 139 km vers l’est jusqu’à Tadoussac où il conflue avec l’estuaire du Saint-Laurent.

## Toponymie
« Cette rivière, sectionnée à différents endroits, prend sa source dans le horst de Kénogami et se jette dans la Petite Décharge ». Le toponyme « rivière Bédard » évoque « un certain Bédard » qui s'y « serait noyé au cours d'une drave ». L'événement tragique se serait produit avant 1864, « car la rivière porte ce nom sur un plan de l'arpentage fait cette année-là. Selon un témoin de l'accident, ce Bédard, tombé à l'eau, avait pris pied sur une roche dans un rapide et réussi à s'y tenir quelque temps ». On ne put l'atteindre, les eaux étant trop hautes. « L'accident eut lieu au confluent de deux branches de la rivière, sur le lot 17 du rang VI ». L'hydronyme paraît également dans Langelier, Jean-Chrysostome. La contrée du Lac Saint-Jean, 1888, page 18. Le nom paraît sur la carte du canton de La Barre (1re impression de 1892, dernière impression de 1943).
Le toponyme « rivière Bédard » a été officialisé le 5 décembre 1968 à la Banque des noms de lieux de la Commission de toponymie du Québec.